# 第82步兵師 (德國國防軍)
德國國防軍陸軍第82步兵師（德語：82. Infanterie-Division）是納粹德國國防軍陸軍的一個步兵師。該師於1939年12月組建。
第二次世界大戰期間，該師一直在德國西部待命，沒有參與入侵波蘭行動。1940年，該師參與入侵法國行動。1941年，該師參與巴巴羅薩行動，此後一直在東線作戰。
該師於1944年科爾遜-契爾卡塞攻勢期間受重創，最後被解散，殘部被其地部隊吸收。

## 註腳
1. ↑  Mitcham（2007年）